# Relations entre l'Égypte et la Russie
Les relations entre l'Égypte et la Russie font référence aux relations diplomatiques entre la république arabe d'Égypte et la fédération de Russie. Les deux pays sont membres des Nations unies. Leurs relations bilatérales sont marquées par de fortes affinités, historiques et contemporaines entre les deux États, sur le plan diplomatique, comme sur le plan économique et commercial.

## Chronologie des relations diplomatiques

### Forte proximité sous la présidence de Nasser
La république arabe d'Égypte a été instaurée par le général Mohammed Naguib le 18 juin 1953, après le reversement du roi Farouck, allié de la Grande-Bretagne. Gamal Abdel Nasser en devient premier ministre en 1954, puis est élu président le 26 juin 1956, et mène une politique socialiste et panarabe en Égypte.
L'Union soviétique apparaît naturellement comme un allié fiable pour l'Égypte, se faisant défenseur des pays anciennement colonisés et chef de file du mouvement socialiste.

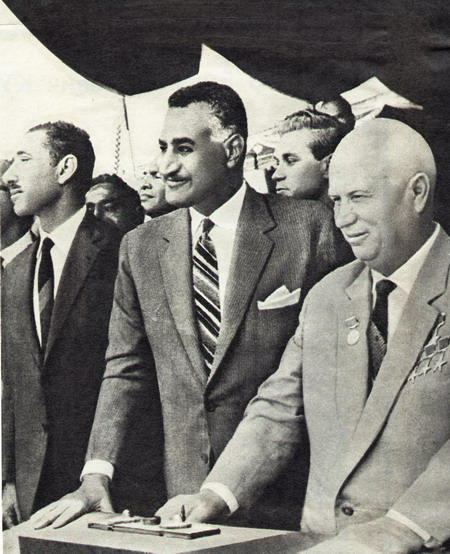
Gamal Abdel Nasser et Nikita Khrouchtchev. pendant la cérémonie d'inauguration du barrage Assouan sur le Nil

Les Occidentaux, notamment les États-Unis, conditionnaient leur fourniture d'armements à l'adhésion à une alliance militaire pro-occidentale, ce qui était inacceptable pour les Égyptiens qui venaient de se libérer de la domination britannique. 
En août 1956, l'URSS reconnait la nationalisation du canal de Suez par Nasser comme légitime, puis propose un appui militaire (notamment nucléaire) à l'Égypte si la France et la Grande-Bretagne ne retirent pas leurs troupes. Les pressions exercées par l'URSS et les États-Unis contraignent la France et la Grande-Bretagne à retirer leurs troupes alors que l'opération "Mousquetaire" avait atteint ses objectifs.
Le 23 mai 1967, le gouvernement soviétique déclare que Moscou sera aux côtés des pays arabes s'ils sont attaqués par Israël. Néanmoins, l'Union soviétique n'envisage pas un conflit à court terme au moment de cette déclaration, et cherche à élaborer une solution pacifique aux tensions croissantes entre l'Égypte et Israël pour le contrôle du détroit de Tiran. Lorsque la guerre des Six Jours éclate, l'URSS, prise de court, ne peut agir que par la voie diplomatique, et appelle Israël à « cesser immédiatement et inconditionnellement les hostilités, et à replacer ses troupes derrière la ligne de cessez-le-feu ». Le 6 juin, l'URSS soutient une résolution du conseil de sécurité de l'ONU appelant à la fin des hostilités. Cependant, l'offensive israélienne en Égypte, Syrie et Jordanie se poursuit jusqu'au 10 juin, alors que l'URSS demande au conseil de sécurité des mesures urgentes pour mettre fin au conflit. Le même jour, l'URSS rompt ses relations diplomatiques avec Israël.
Après la fin de la guerre, Moscou expédie de grandes quantités d'armes et de matériels militaires en Égypte, ainsi qu'une aide économique exceptionnelle.

### Rupture sous la présidence d'Anouar el-Sadate
Le 27 mai 1971, Anouar el-Sadate, au pouvoir depuis la mort de Nasser un an auparavant, signe avec le dirigeant soviétique Nikolaï Podgorny un traité d'amitié et de coopération soviéto-égyptien. L'objectif de ce traité est de développer et renforcer les rapports d'amitié et de coopération entre les deux États dans les domaines politique, économique, scientifique, technique, culturel et militaire. Néanmoins, en juillet 1972, Sadate décide de renvoyer vingt mille conseillers militaires soviétiques. n'ayant pu obtenir l'armement promis par l'URSS, en vertu d'un traité signé entre les deux pays un an plus tôt.
Lors de la guerre du Kippour en Israël et l'Égypte éclate en 1973, l'Union soviétique appuie l'armée égyptienne après que Sadate ait menacé de se tourner vers les États-Unis s'il ne recevait pas d'armes de haute technologie pour rivaliser avec l'armée israélienne équipée par les Américains. Grâce aux efforts de l'URSS, le Conseil de sécurité de l'ONU adopte le 23 octobre une résolution demandant la cessation immédiate des hostilités, tandis que l'URSS prit la décision de mettre en alerte sept divisions aéroportées, indiquant que Moscou ne permettrait pas la défaite de l'Égypte. En réaction, les Israéliens arrêtèrent leurs opérations militaires et acceptèrent le cessez-le-feu demandé par l'ONU.
Le traité d'amitié entre l'Égypte et l'Union soviétique est finalement rompu par Sadate en 1976 et leurs relations diplomatiques sont gelées .

### Fin de la guerre froide et période contemporaine
L'Égypte et l'URSS se rapprochent de nouveau après l'élection d'Hosni Moubarak en 1981, qui annule dès son arrivée au pouvoir les sanctions prises par son prédécesseur contre la Russie. En dépit de ce rapprochement, aucun chef d'État russe ne visite l'Égypte de 1981 à 2005, année de la visite au Caire du président russe Vladimir Poutine, au pouvoir depuis 2000, alors qu'à cette date, Hosni Moubarak s'était rendu cinq fois en Russie depuis le début de son mandat. Lors de cette visite, les entretiens entre les deux chefs d'État portent notamment sur le soutien de l'Égypte à l'entrée de la Russie dans l'Organisation mondiale du commerce (effective depuis 2012) et des ventes d'armes russes à l'Égypte.
En 2014, l'accession au pouvoir d'Abdel Fatah Al Sissi amorce un nouveau rapprochement entre les deux États, tous deux isolés sur la scène internationale, l'Égypte à cause de la répression exercée contre l'opposition, la Russie depuis rattachement de la péninsule ukrainienne de Crimée, qualifié d'annexion par les Occidentaux,. 
Les deux chefs d'État se rencontrent de nouveau lors de la visite de Vladimir Poutine au Caire en février 2015, visant à renforcer les liens commerciaux et économiques et améliorer la coopération sécuritaire entre les deux pays.
Signe fort du rapprochement entre la Russie et l'Égypte sous la présidence d'Abdel Fatah Al Sissi, le chef d'État égyptien préside aux côtés de la Vladimir Poutine le premier Sommet Russie-Afrique organisé à Sotchi en octobre 2019.

## Domaines de coopération

### Coopération sécuritaire
Depuis la proclamation de la République arabe d'Égypte, l'approvisionnement et du transfert de technologies dans le domaine de l'armement est structurant dans les relations bilatérales russo-égyptiennes.
Les affinités diplomatiques entre les deux États sous le mandat de Gamal Abdel Nasser s'expliquent assez largement par l'appui sécuritaire apporté par l'Union soviétique, dans le contexte de la crise du canal de Suez (l'invasion franco-britannique est stoppée par les pressions de l'Union soviétique et des États-Unis), puis des guerres israélo-arabes.
En 1955, un traité de coopération militaire est signé entre l'Égypte et la Tchécoslovaquie sous influence russe, permettant à l'Égypte obtenir des armes soviétiques lourdes modernes : avions de combat, chars, véhicules blindés, artillerie, navires de guerre et sous-marins.

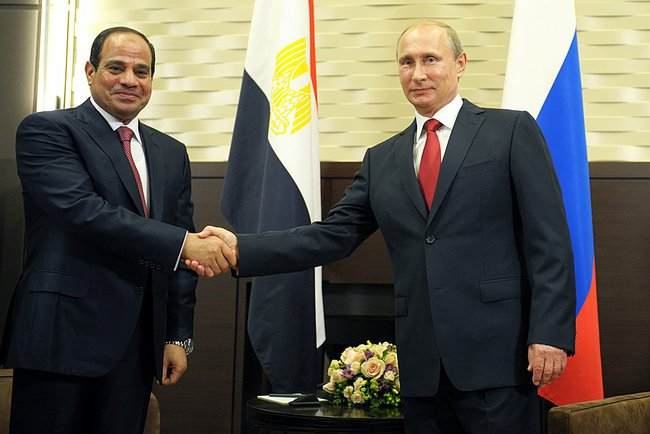
Abdel Fattah al-Sissi et Vladimir Poutine à Sotchi en août 2016

En 1970, Moscou réalise l'opération « Caucase » qui consiste en l'envoi en Égypte en février 1970 de 18 batteries de missiles SA 3, de 70 chasseurs MIG 21 MF et de 10 MIG 21 R, dédiés aux missions de reconnaissance aériennes. Ces avions étaient pilotés par des pilotes soviétiques, mais étaient formellement la propriété du gouvernement égyptien. 
En 1973, lors de la guerre du Kippour, la Russie déploie d'importants systèmes de défense anti-aérienne en Égypte empêchant Israël d'acquérir la maîtrise de l'espace aérien comme lors de la guerre des Six Jours.
En 2014, Abdel Fatah Al Sissi se rend en Russie à deux reprises en février (en tant que Ministre de la Défense) puis en août (en tant que Président), signant plusieurs contrats d'armements avec la Russie pour un montant de plus de 3 milliards de dollars.
En 2023, le Washington Post, en se basant sur l'un des documents confidentiels des renseignements américains qui ont fait l'objet d'une importante fuite sur Internet, révèle que le président égyptien Abdel-Fattah al-Sissi aurait l'intention de produire quelque 40 000 roquettes dans le but de les livrer en secret à la Russie dans le cadre de la guerre russo-ukrainienne. La livraison d'obus d'artillerie serait également envisagée. Selon les documents divulgués, le président égyptien souhaite garder secrètes ces informations concernant la production et l'expédition des munitions, « pour éviter les problèmes avec l'Occident ».

### Coopération énergétique
L'approvisionnement et du transfert de technologie dans le domaine énergétique est un autre point structurant dans les relations bilatérales russo-égyptiennes.
Les principaux projets commun et collaboratif entre les deux États sont :
- Le haut barrage d'Assouan, construit par l'Union soviétique sur le Nil, qui entre en service en juillet 1970[12]
- Le projet de centrale nucléaire d'El-Dabaa, entériné par la signature d'un accord entre les présidents Vladimir Poutine et Abdel Fatah Al Sissi le 11 décembre 2017, pour un montant de 25 milliards de dollars[13]. Le groupe public russe Rosatom devrait construire la centrale, livrer le combustible nucléaire, former les employés, et assurer la maintenance et la réparation des unités de production[14]. La centrale devrait être achevée en 2022, et opérationnelle en 2024

Néanmoins, la découverte en août 2015 d'un important gisement de gaz à Zohr pourrait mettre en concurrence l'Égypte et la Russie comme fournisseur d'hydrocarbure de l'Europe .

### Commerce de produits agricoles
Les produits agricoles constituent une part significative des échanges russo-égyptiens.
La Russie importe principalement des agrumes et des pommes de terre d'Égypte, vers laquelle la Russie exporte du blé. Entre 2014 et 2016, les deux tiers du blé importés par l'Égypte, pays très dépendant des importations pour nourrir sa population, venaient de Russie.
Les échanges de produits agricoles entre les deux États ont chuté en 2016 en raison d'un contentieux concernant les mesures sanitaires pendant les transports de denrée. Fin septembre 2016, l'Égypte accepte d'assouplir ses exigences sanitaires sur le transport du blé (concernant l'ergot du seigle), et passe une commande de 240 000 tonnes de blé russe
En 2017, le montant des exportations égyptiennes de fruits et légumes vers la Russie était d'environ à 465 millions de dollars, en hausse de 32 % par rapport à 2016.

### Tourisme
L'Égypte est une destination touristique très appréciée par les russes, notamment la station balnéaire de Charm el-Cheikh au sud du Sinaï.
Entre 2004 et 2008, le nombre de touristes russes en Égypte devance tous les autres pays d'Europe avec 1,8 million de visiteurs,.
Entre octobre 2015 et mars 2018, les vols entre les deux pays ont été suspendus après le crash en octobre du vol russe 9268 de la compagnie Metrojet dans la péninsule du Sinaï,. Cette interruption des vols a porté un coup très dur au tourisme en Égypte.